# Ro-14
Ro-14 (呂号第十四潜水艦) — підводний човен Імперського флоту Японії. До введення у Японії в першій половині 1920-х років нової системи найменування підводних човнів мав назву «Підводний човен № 22» (第二十二潜水艦).
«Підводний човен № 22» став другим у типі Kaichū II, який створили шляхом модифікації Kaichū I (перші серійні підводні човни власне японської розробки).
Будівництво «Підводного човна № 22» провела корабельня ВМФ у Куре. По завершенні корабель класифікували як належний до 2-го класу і включили до складу 13-ї дивізії підводних човнів, яка належала до військово-морського округу Куре. З 1 липня 1921-го субмарину перевели до 15-ї дивізії підводних човнів (так само округ Куре).
8 чи 9 квітня 1924-го при поверненні з навчань «Підводний човен № 22» зіткнувся із флотським танкером «Ондо» та зазнав серйозних пошкоджень. Втім, субмарині вдалось повернутись на базу, після чого відремонтований човен повернувся на службу.
1 листопада 1924-го «Підводний човен № 22» перейменували на Ro-14.
1 вересня 1933-го Ro-14 виключили зі списків ВМФ. 23 серпня 1934-го корпус колишнього підводного човна призначили для використання як понтон та позначили № 3063. У 1948-му корпус пустили на злам.